# 迪爾克里克鎮區 (愛荷華州沃思縣)
迪爾克里克鎮區（英語：Deer Creek Township）是位於美國愛荷華州沃思縣的一個行政鎮區。

## 地方資料
根據2010年美國人口普查的數據，迪爾克里克鎮區的面積為73.72平方千米，當中陸地面積為73.64平方千米，而水域面積為0.08平方千米。當地共有人口180人，而人口密度為每平方千米2.44人。